# Баяндур, Анаит Сергеевна
Анаит Сергеевна Баяндур (арм. Անահիտ Սերգեյի Բայանդուր; 15 февраля 1940, Ереван — 7 января 2011, там же) — армянский общественный деятель, правозащитник, переводчик армянской литературы.

## Биография
Отец — драматург, мать — известная поэтесса Маро Маркарян. Закончила Литературный институт в Москве (1962). Публикуется с 1960.
Член СП СССР (1969), Союза Писателей Москвы (1991).

## Литературная деятельность
Переводила на русский язык армянские народные сказания, прозу Ованеса Туманяна, Гранта Матевосяна, Агаси Айвазяна, Абига Авакяна и др. Выступала как киносценарист.

## Общественная деятельность
С 1988 участвовала в Карабахском движении. Избиралась депутатом Верховного совета Республики Армения (1990—1995), была известным правозащитником, создала и возглавляла Армянский комитет Хельсинкской гражданской ассамблеи.

## Признание
Государственная премия СССР (1984). Премия Улофа Пальме (1992).